# 22465 Кареландел
22465 Кареландел (22465 Karelandel) — астероїд головного поясу, відкритий 15 січня 1997 року.
Тіссеранів параметр щодо Юпітера — 3,468.